# تب شالیزار
لپتوسپیروز (به انگلیسی: Leptospirosis) که به نام تب شالیزار (به انگلیسی: field fever) و تب جلوی ساقی (به انگلیسی: pretibial fever) و نام‌های دیگر شناخته شده‌است) یک نوع عفونت است که عامل آن نوعی از باکتریهای اسپیروکت به نام لپتوسپیرا هستند. این عفونت می‌تواند هیچ نشانگانی نداشته باشد یا نشانگان ملایمی مانند سردرد، درد عضله و تب به همراه باشته باشد. اما می‌تواند نشانگان شدیدی مانند خون‌ریزی ریوی یا مننژیت نیز به همراه داشته باشد. اگر این عفونت باعث شود که فرد دچار زردی  و نارسایی کلیه و خونریزی شود، آن گاه بیماری به عنوان بیماری ویل (به انگلیسی: Weil's disease) شناخته می‌شود. اگر عفونت باعث خونریزی شدید شش‌ها شود، آن گاه سندروم خونریزی ریوی شدید تشخیص داده می‌شود.
تا ۱۳ نوع ژنتیکی مختلف از لپتوسپیروز وجود دارند که عامل این بیماری در انسان هستند. این بیماری هم از طریق حیوانات وحشی انتقال می‌یابد و هم از طریق حیوانات خانگی. رایج‌ترین ناقلان بیماری جوندگان هستند. بیماری معمولاً از طریق ادرار حیوانات یا آب یا خاکی که حاوی ادرار حیوان باشد و تماس با حفره‌های درون پوست، چشم دهان، یا بینی منتقل می‌شود. در کشورهای در حال توسعه، معمولاً کشاورزان و افراد فقیری که در شهر زندگی می‌کنند به این بیماری مبتلا می‌شوند. در کشورهای توسعه یافته، این بیماری بیشتر در افرادی رخ می‌دهد که در محیط‌های باز در مناطق گرم و مرطوب فعالیت‌های زیادی دارند. معمولاً تشخیص بیماری از طریق یافتن پادتنهای این باکتری یا پیدا کردن DNA آن در خون صورت می‌گیرد.
اقداماتی که جهت پیشگیری از این بیماری صورت می‌گیرد شامل این موارد هستند: نصب تجهیزات محافظتی برای پیشگیری از تماس با حیواناتی که مشکوک به این عفونت هستند، شست‌وشو پس از این گونه تماس‌ها، و کاهش تعداد جوندگان در مناطقی که انسان‌ها کار و زندگی می‌کنند. تأثیر آنتی‌بیوتیک داکسی‌سایکلین برای پیشگیری از رخ دادن این عفونت در مسافران نامشخص است. واکسن‌هایی برای انواع خاصی از لپتوسپیروز برای حیوانات وجود دارند که ممکن است خطر انتقال بیماری را به انسان کاهش دهند. در صورت آلودگی، درمان از طریق آنتی‌بیوتیک‌هایی مانند داکسی سیلین، پنی‌سیلین، یا سفتریاکسون صورت می‌گیرد. بیماری ویل و سندروم خونریزی ریوی شدید، حتی در صورت مراقبت پزشکی نیز، به ترتیب میزان مرگ و میرهایی بیش از ۱۰٪ و ۵۰٪ درصد دارند.
تخمین زده شده‌است که هفت تا ده میلیون نفر در سال به لپتوسپیروز آلوده می‌شوند. تعداد مرگ و میرهای ناشی از این بیماری مشخص نیست. لپتوسپیروز در مناطق گرمسیری بیشترین شیوع را دارند، اما ممکن است در هر جایی ظاهر شود. شیوع بیماری ممکن است در محله‌های فقیر نشین در کشورهای در حال توسعه رخ دهد. این بیماری را نخستین بار ویل در سال ۱۸۸۶ در آلمان تشریح کرد. حیوانات آلوده ممکن است نشانگانی نداشته باشند یا نشانگان ملایم یا شدید داشته باشند. بسته به نوع حیوان، نشانگان می‌توانند متفاوت باشند. در برخی حیوانات لپتوسپیروز در دستگاه تناسلی حیوان زندگی می‌کند و می‌تواند در حین آمیزش منتقل شود.